# Người Mỹ gốc Hispano và Latino da đen
Người Mỹ gốc Hispano và Latino da đen (tiếng Anh: Black Latino Americans, tiếng Tây Ban Nha: Estadounidenses latinos negros), còn được gọi là (tiếng Anh: Afro-Latinos, tiếng Tây Ban Nha: Afrolatinos); tiếng Anh: black Latinos, tiếng Tây Ban Nha: Latinos negros),  hoặc người Hispano gốc Phi, người Latinh gốc Phi, được Cục Thống kê Dân số Hoa Kỳ, Cục quản lý Hành chính và Ngân sách Hoa Kỳ và các cơ quan chính phủ Hoa Kỳ khác là người da đen sống ở Hoa Kỳ có tổ tiên ở Mỹ Latinh và/hoặc nói tiếng Tây Ban Nha hay tiếng Bồ Đào Nha như ngôn ngữ đầu tiên của họ.
Latinidad, không phụ thuộc vào chủng tộc, là danh mục sắc tộc duy nhất, trái ngược với danh mục chủng tộc, được chính thức đối chiếu bởi Cục Thống kê Dân số Hoa Kỳ. Sự phân biệt của các cơ quan chính phủ đối với những người thuộc bất kỳ nhóm chủng tộc chính thức nào, kể cả "da đen", là giữa những người khai báo nguồn gốc Latinh và tất cả những người không có gốc gác. Người da đen không phải người Latinh bao gồm một bộ sưu tập đa dạng về sắc tộc của tất cả những người khác được phân loại là người da đen hoặc người Mỹ gốc Phi không báo cáo nguồn gốc dân tộc Latinh.